# Chauncey W. Reed

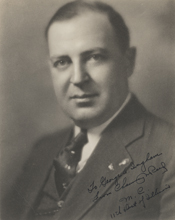
Chauncey W. Reed, vor 1945

Chauncey William Reed (* 2. Juni 1890 in West Chicago, Illinois; † 9. Februar 1956 in Bethesda, Maryland) war ein US-amerikanischer Politiker. Zwischen 1935 und 1956 vertrat er den Bundesstaat Illinois im US-Repräsentantenhaus.

## Werdegang
Chauncey Reed besuchte die öffentlichen Schulen seiner Heimat und studierte danach an der Northwestern University in Evanston. In den Jahren 1913 und 1914 war er Stadtkämmerer in West Chicago. Nach einem Jurastudium am Webster College of Law in Chicago und seiner 1915 erfolgten Zulassung als Rechtsanwalt begann er in Naperville, in diesem Beruf zu arbeiten. Während des Ersten Weltkrieges war er Feldwebel in einer Infanterieeinheit der US Army. Nach dem Krieg setzte er seine Anwaltstätigkeit in Naperville fort. Von 1920 bis 1935 war er Staatsanwalt im DuPage County. Gleichzeitig schlug er als Mitglied der Republikanischen Partei eine politische Laufbahn ein. Von 1926 bis 1934 fungierte er als Parteivorsitzender im DuPage County.
Bei den Kongresswahlen des Jahres 1934 wurde Reed im elften Wahlbezirk von Illinois in das US-Repräsentantenhaus in Washington, D.C. gewählt, wo er am 3. Januar 1935 die Nachfolge von Frank R. Reid antrat. Nach zehn Wiederwahlen konnte er bis zu seinem Tod im Kongress verbleiben. Seit 1949 vertrat er dort als Nachfolger von Anton J. Johnson den 14. Distrikt seines Staates. Von 1953 bis 1955 war er Vorsitzender des Justizausschusses. Während seiner Zeit im Kongress wurden dort bis 1941 die meisten der New-Deal-Gesetze der Bundesregierung unter Präsident Franklin D. Roosevelt verabschiedet. Seit 1941 war auch die Arbeit des Kongresses von den Ereignissen des Zweiten Weltkrieges und dessen Folgen geprägt. In Reeds Zeit im Kongress fielen außerdem der Beginn des Kalten Krieges, der Koreakrieg und innenpolitisch der Anfang der Bürgerrechtsbewegung. Chauncey Reed starb am 9. Februar 1956 in Bethesda und wurde in West Chicago beigesetzt.